# ナバホ族

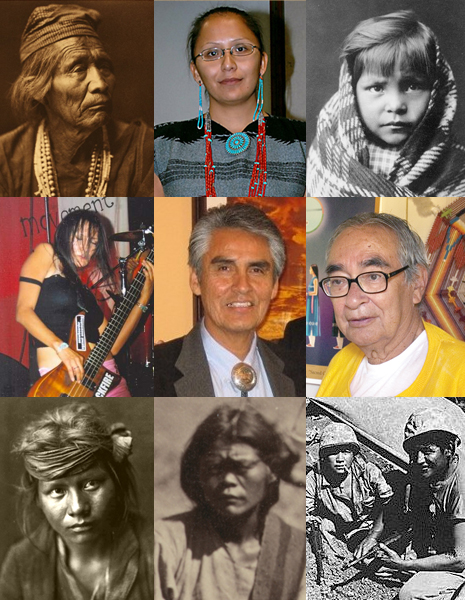
古今のナバホ族。左中はナバホ族のロックバンド、「ブラックファイア」のジェネダ・ベナリー。右下は第二次世界大戦に徴兵されたナバホ族

ナバホ族（ナバホぞく、Navajo）は、アメリカの南西部に先住するインディアン部族。アサバスカ諸語を話すディネの一族。
「ナバホ」とは、テワ・プエブロ族の言葉で、「涸れ谷の耕作地」という意味。

## 部族保留地

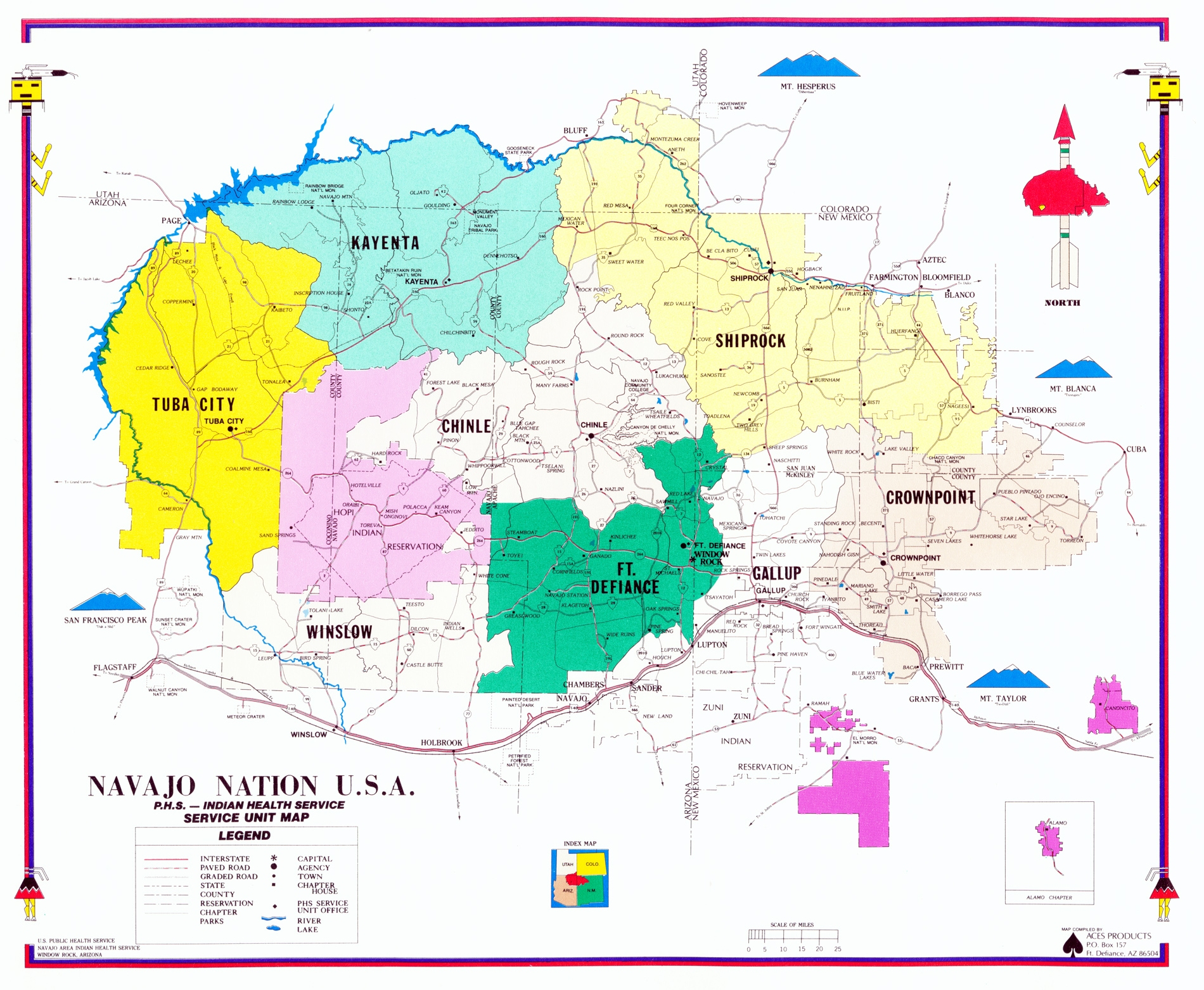
ナバホ族国家

ナバホ族はアリゾナ州の北東部からニューメキシコ州にまたがるフォー・コーナーズの沙漠地帯に、一定の自治権を保有した「ナバホ・ネイション (Navajo Nation)」として、アメリカ最大の保留地（Reservation）を領有している。

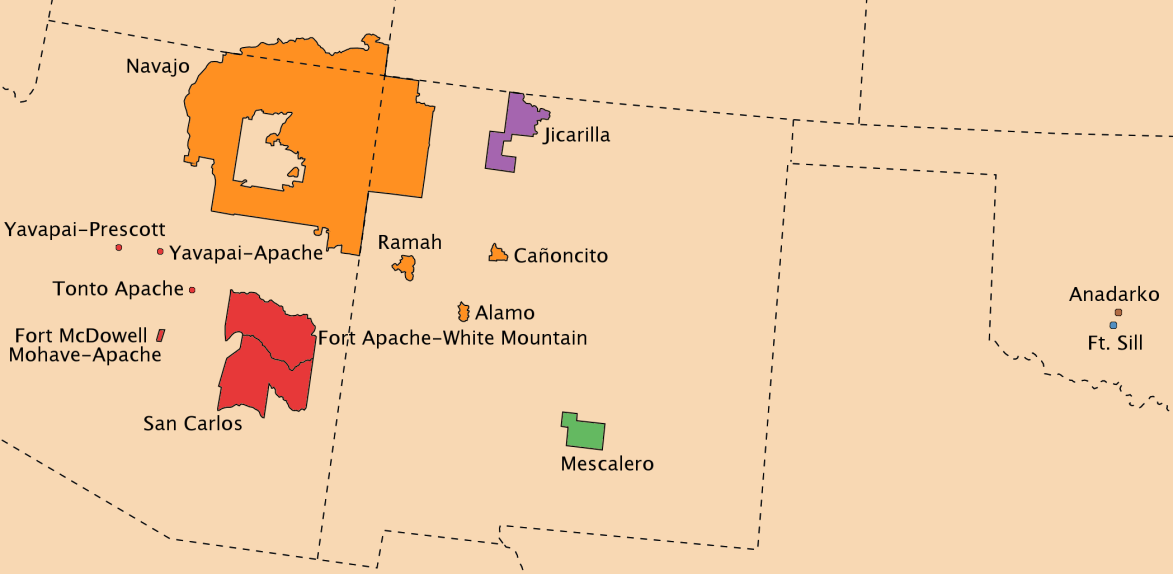
橙色の部分がナバホ族の保留地である

ロング・ウォークでナバホ族が南西部から追い出された間に、彼らの土地にはホピ族の一部が定住した。このため、現在ではナバホ族の保留地の中に、ホピ族の保留地が存在するという状況となっている。
ニューメキシコ側では、支族のひとつの「カノンチート・バンド」が連邦認定を拒否されており、保留地を領有しておらず、現在連邦政府の公式認定を要求中である。

## 文化
南部アサバスカ諸語を話す民族に属し、アパッチ族とは言葉も近く、近縁である。かつてはスペイン人から「アパッチ・ド・ナバホ」（涸れ谷の耕作地にいるアパッチ族）と呼ばれ、アパッチの一部族と見られていた。

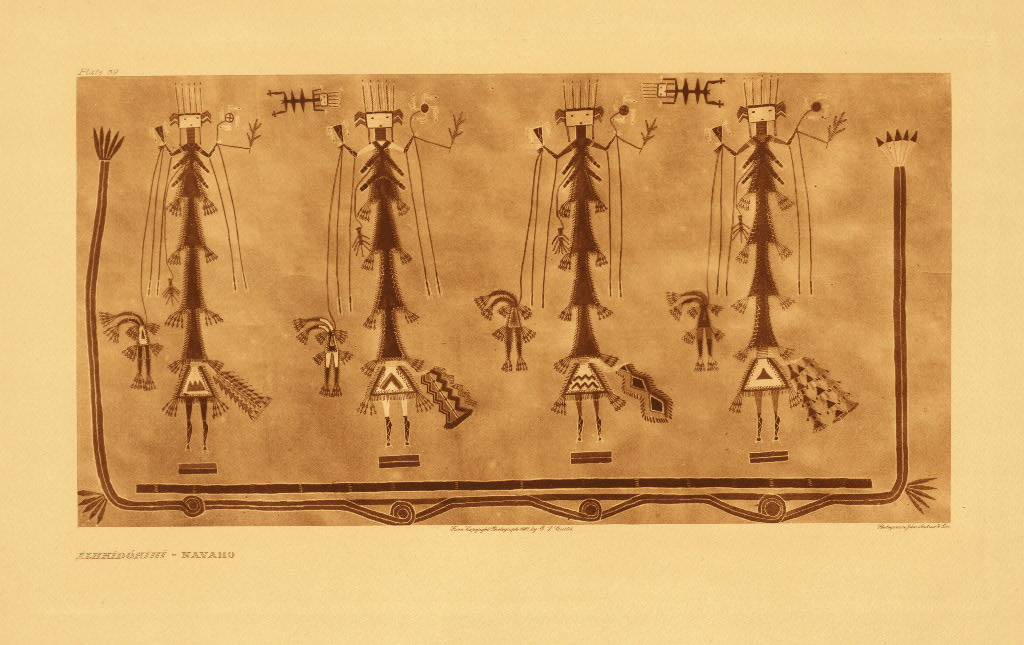
まじないに使われるナバホ族の砂絵。部族員以外に見せてはいけないタブーのため、正確な図称ではない

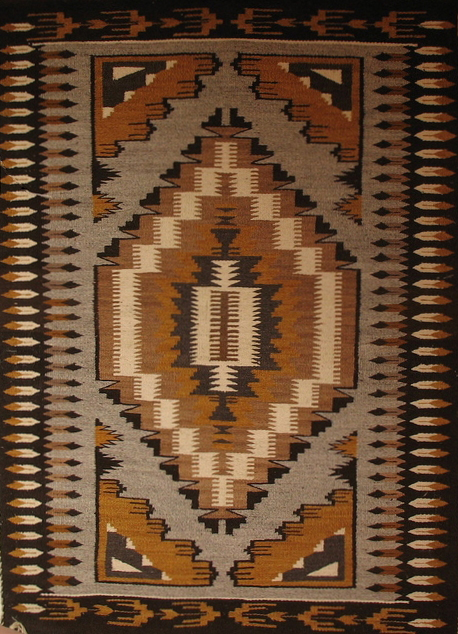
現代風の「ナバホ･ラグ」

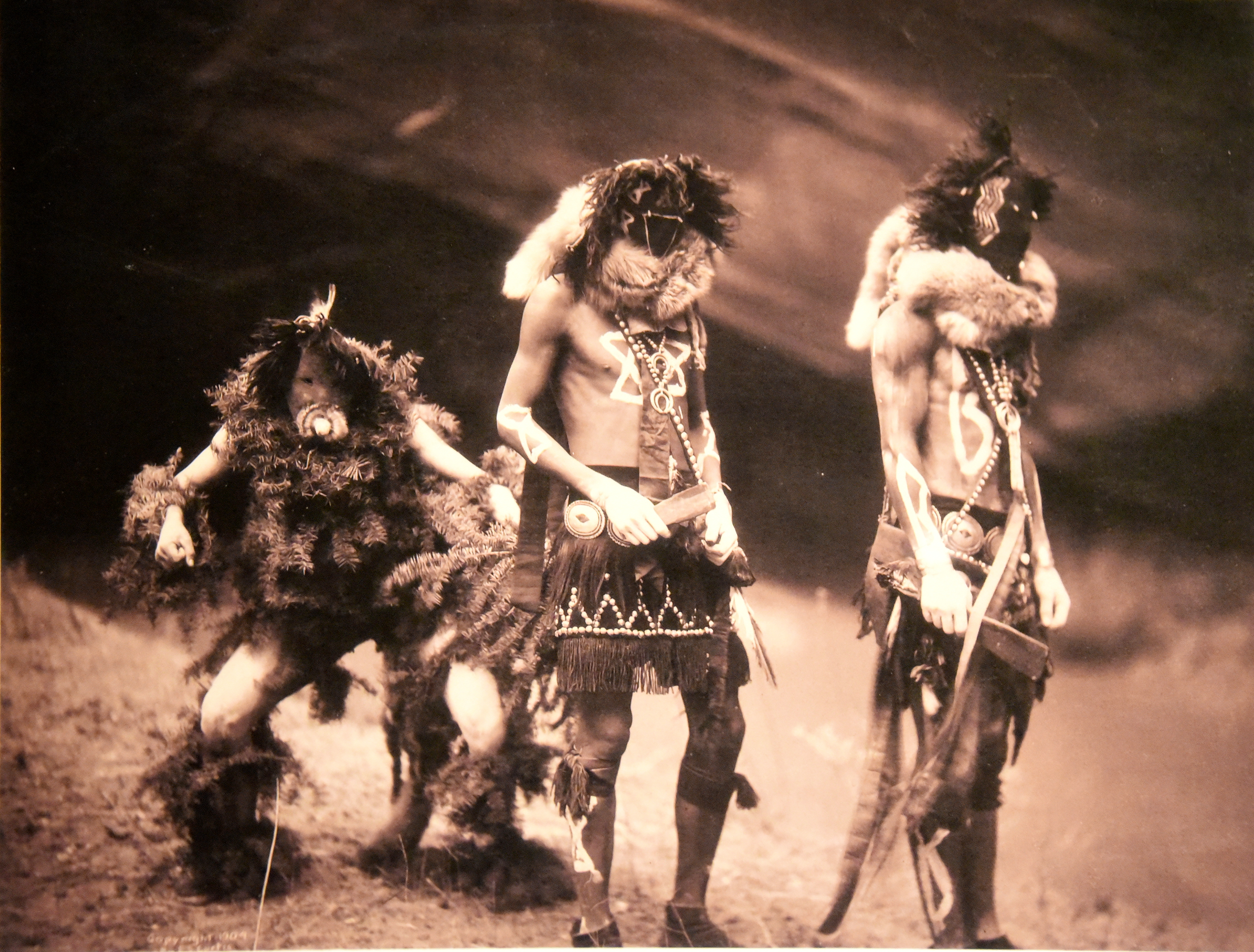
イェイビチェイの扮装

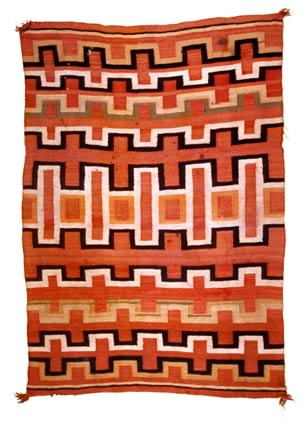
合成染料で染めた、売り物のラグ。1880年代の過渡的なもの

正装の際には、鉢巻を締める。女性の正装は、ベルベットのロングドレスに、カボチャの蕾を意匠にした「ナバホ・コンチョ」という銀の首飾りを着ける。モカシンはブーツ型をしている。近隣のプエブロ族から採り入れた「地底から先祖が現れた」という神話を持ち、その再現である「イェイビチェイ」と呼ばれる大掛かりな精霊行進の儀式が有名である。ターコイズと銀を用いた宝石細工を得意とし、ナバホのほとんどはこの装飾品を身につけている。「インディアン・フルート」の奏者も多い。
「先取の才がある」といわれ、18世紀にスペイン人が羊を持ち込んだ際には、羊の放牧をすぐに採り入れた。「ナバホ・ラグ」と呼ばれる精巧な絵柄の羊毛の敷布は19世紀に貴重な交易品となり、現在も珍重される。母系社会であり、放牧も織物も、現在でも女性の仕事である。女性は家長・氏族長であり、家庭の意思決定において尊重された。財産権と参政権を持ち、首長にも選ばれていた。
かつての男性の仕事はトウモロコシの粉挽きと略奪であり、ズニ族やプエブロ諸族を食い物にした。このため保留地時代では男性の社会的役割が希薄となり、アルコール使用障害になる者が多かった。現在、ナバホの保留地内は酒類禁制である。

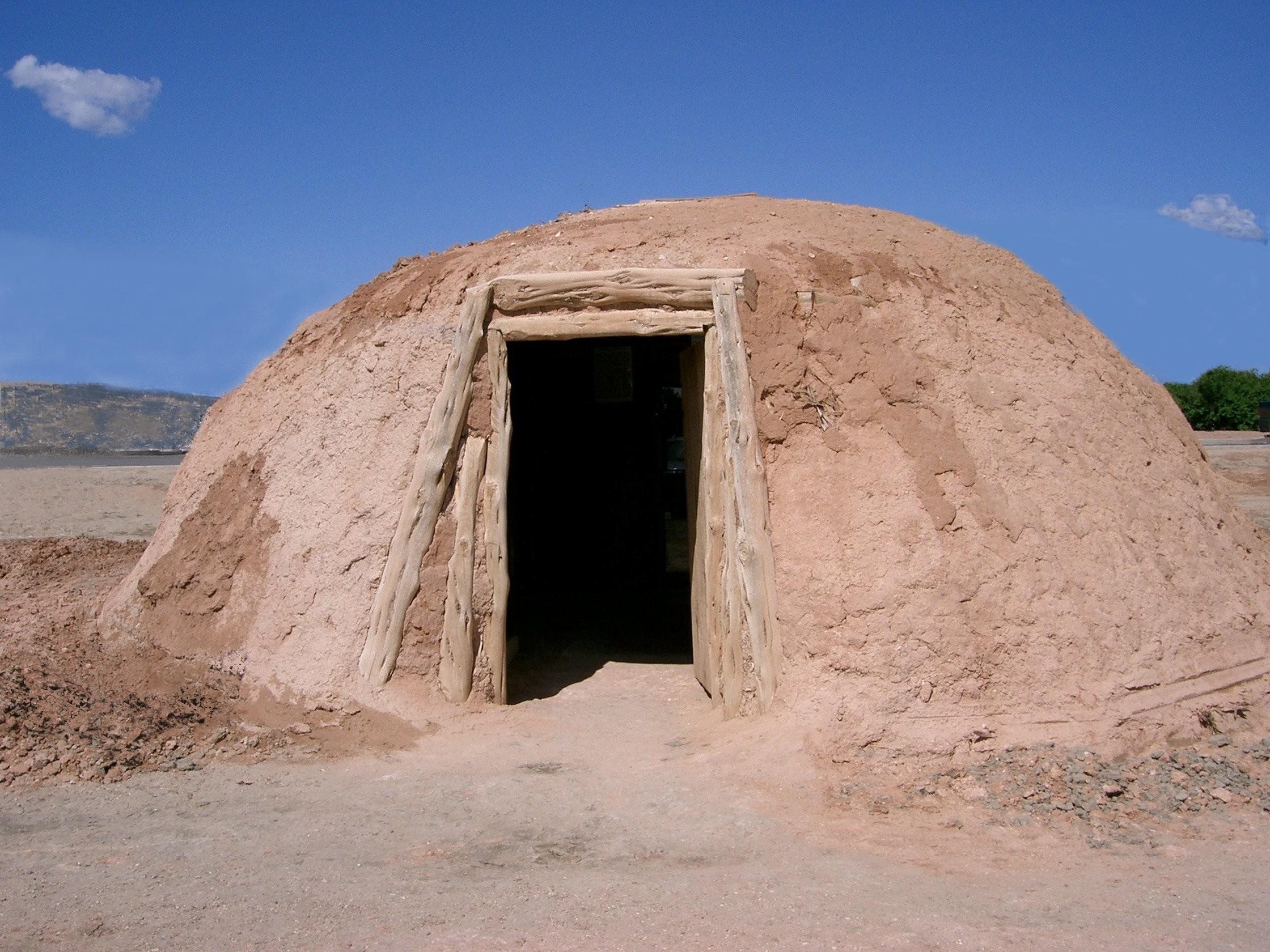
ナバホ族のホーガン

ホーガンという、木組みと土で出来たイグルーのような形の、独特の伝統住居を持つ。現在でも、この「ホーガン」で暮らす伝統派のナバホは多い。
石炭の採掘業者が掘削に地下水を使うため、保留地は慢性的に水不足であり、雨乞いの祈りが今も盛んである。また、呪い師による「砂絵」を使った呪術が今も盛んである。

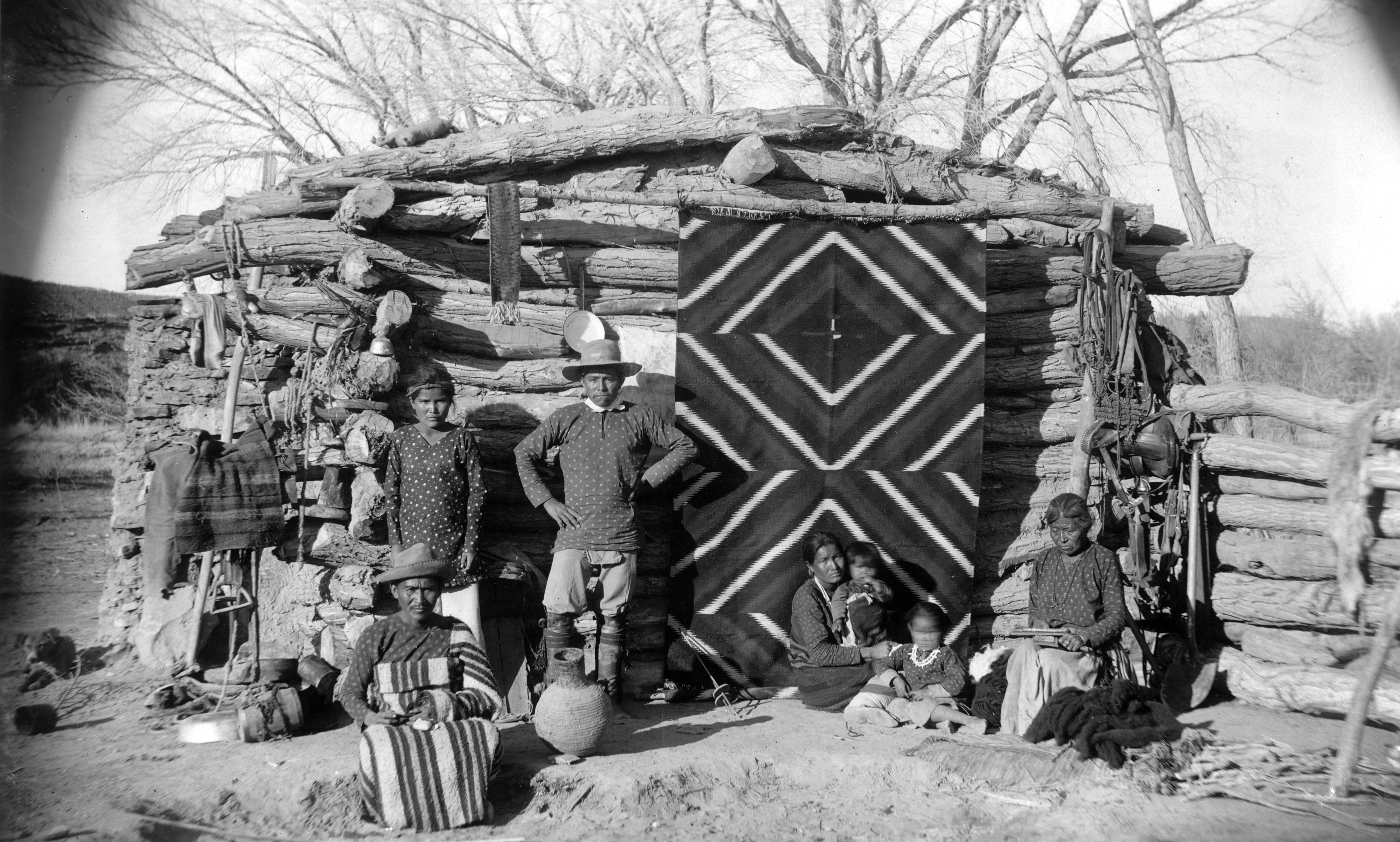
「ナバホ･ラグ」を暖簾にしたホーガン（20世紀前後頃）

ロング・ウォークの後遺症として、土地を巡り、ホピ族とは現在も係争中である。 近年、スー族と文化交流が盛んで、ティピーやサンダンスなど、平原部族の文化を採り入れるようになった。
日本の一部の石鹸会社は「ナバホの人は髪の毛の問題で悩まない」と喧伝しているが、実際はナバホの人々でも脱毛症の人がごく普通にいる。

## 経済
羊毛、石炭・ウラン採掘など。外部の石炭開発業者の開発で水源が破壊されており、係争中である。
羊の放牧は、年次ごとに連邦管理官のチェックがあり、羊が許可頭数を超えていた場合、管理官によって強制的に溺死処理させられるという厳しい制限つきである。

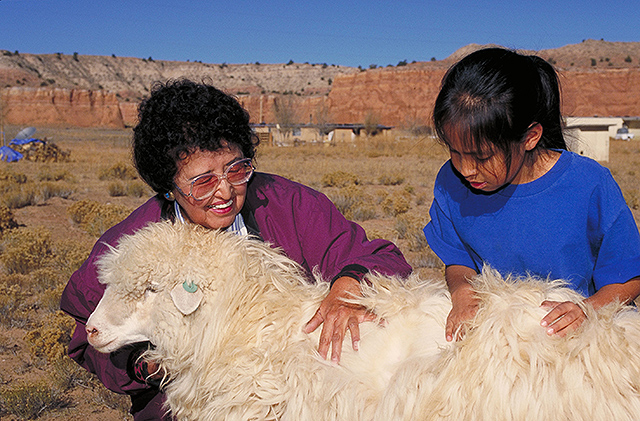
羊の放牧は女の仕事である

第二次大戦以来、ウランが連邦政府によって採掘されて残滓が放置された。知らずにホーガンの材料にするなどして汚染が広がり、人的な放射能被害が深刻である。核実験場からの死の灰の影響も指摘され、彼ら放射能被害者を総称して、「風下の人々」と呼ばれることもある。

## 第二次世界大戦とナバホ族

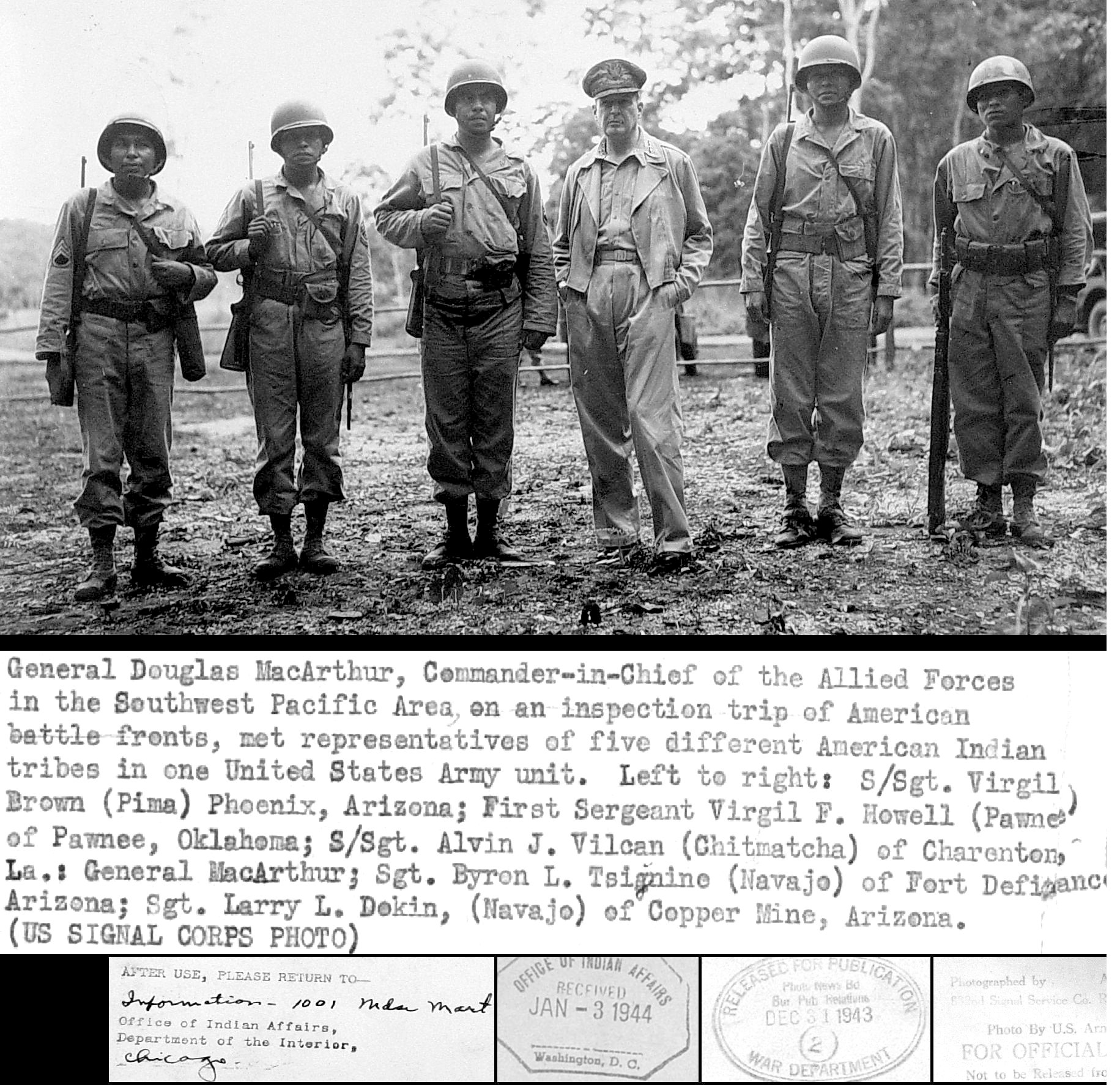
第二次世界大戦中、戦線視察に訪れたダグラス・マッカーサー将軍と会見したネイティブアメリカンの軍人たち（1943年）。左からV. ブラウン曹長（ピマ族）、ハウエル曹長（ ポーニー族）、ビルカン曹長（ チティマチャ族）、マッカーサー将軍、ツィグニン曹長（ナバホ族）、ドーキン曹長（ナバホ族）。

ナバホ族も、他のインディアン部族と同様に、米軍兵として第一・二次の両世界大戦に徴用された。インディアンのほとんどに米国籍が与えられた直後の第二次大戦では、350,000人の全インディアン人口のうち、44,000人以上のインディアン男性が米軍兵となった。この中で、フォックス族やナバホ族の言語は、対ドイツ、対日本戦において暗号として使われた。暗号としてのナバホ語の利用は、日本に対して行われたのである。
ナバホ語の動詞は、主語の格変化による活用だけではなく、目的語の性質によっても、それぞれ非常に複雑に語尾が変化する。また発音も、白人にとっては奇妙なものであり、上に述べたコードトーカーの通信文を録音したテープを聞かされた海軍情報部の兵士たちは「軟口蓋音や、鼻音や、舌のもつれるような音が続く奇妙な言葉で(中略)解読するどころか書き取ることさえできない」と語ったという。
こうした特性に目をつけたアメリカ軍は、第二次世界大戦の戦闘において、彼らを暗号専門の部隊として徴用した。すなわち、軍事的な指令文はナバホ族出身の兵士によってナバホ語に翻訳して送信され、受信する側では、これもまたナバホ族出身の兵士によって英語に翻訳されたのである。このような方式によって打電された暗号文は、日本軍には解読することは全く不可能であった。諜報合戦では後れを取った米軍は、「ナバホ暗号部隊」を太平洋戦の切り札としたのである。
この「ナバホ暗号部隊」に参加したナバホ族長老は、太平洋諸島最前線で日本人兵と至近距離で向かい合った時には、「後ろにいる白人たちよりも敵である日本人のほうが自分たちと外見が似ており、親近感を覚え動揺した」と語っている。